# Lubudi (affluent de la Sankuru)
Pour les articles homonymes, voir Lubudi (homonymie).
La Lubudi est une rivière de la province du Kasaï-Occidental (Congo-Kinshasa), se jetant dans la rivière Sankuru.